# Resident (Magazin)

Das Logo

resident war ein Musikmagazin mit einem starken Fokus auf die deutschsprachige Drum-and-Bass-Szene. Generell umfasste resident die Genres Drum and Bass, Grime, Dubstep, Breakcore und Nu:Breakz.
resident erschien vierteljährlich in einer Auflage von 5000 Stück und wurde via Plattenshops und Kioske in Österreich und Deutschland vertrieben. Das Magazin umfasste ca. 80 Seiten sowie als Gratisbeilage eine exklusiv gemixte Audio-CD eines namhaften Plattenlabels.
MixCDs: Phunkfiction, Urban Poetry, U3R, Camino Blue, Basswerk, Santorin, Black Sun Empire, Position Chrome.
Die Redaktion residents setzte sich aus insgesamt etwa 30 ehrenamtlichen Mitarbeitern zusammen. Laut Eigendefinition wurde das Magazin von einem dezentralen Reaktionsteam in Deutschland und Österreich erstellt. Es definierte sich selbst nur durch die in Wien residierende Chefredaktion als österreichisches Magazin. Der Chefredaktion gehörten Michaela Holy, Alexander Dechant und Barbara Wimmer an.
Mit dem Erscheinen der zwölften Ausgabe und nach drei Jahren wurde resident am 17. November 2008 aus finanziellen Gründen aufgelassen.